# 즉시 재생
즉시 재생이란 인스턴트 리플레이(Instant replay) 라고 하며, 대부분 조금전의 장면을 다시 느린그림으로 보기위해 쓰이는 경우가 많아 슬로모션, 슬로우모션이라는 단어로 대체되기도 한다. 녹화 후 편집을 해 나가는 프로그램의 경우 다양한 방법으로 linear, non-linear 장비를 이용하여 가능하지만 스포츠와 같이 실시간 라이브 중계에서 리플레이는 전문적인 장비를 사용하는 경우가 많다. 이에 스포츠 조직에서의 경우 제3의 감독관의 개념으로 비디오 판독을 정식으로 채택하여 사용하고 있다. 특히 이런 기술의 발전을 판정에 가장 적극적으로 도입하는 스포츠는 미식축구로서 득점, 파울, 패스 성공여부 등 많은 기록부분에서 정식 판정으로 인정하고 있다.

## 역사
중계 기술에 의한 리플레이는 1963년 CBS가 미식축구 미육군vs미해군 경기에서 처음 시작했다. 발전에 발전을 거듭한 instant replay 기술은 지금 디지털기기(EVS의 LSM이라던지)를 이용하여 실시간으로 바로 직전 상황을 무한정 보여줄 수 있다. 현재 대한민국 스포츠 중계에서는 과거 tape 방식의 Sony DTR3000 기계가 대세였으나 현재는 tapeless 방식의 EVS의 LSM 장비가 기본적으로 장착되어 있다. 이외 Grassvalley의 k2 summit등 여러 장비 업체들이 있다.

## 비디오 판독으로 활용
프로야구, 프로축구와 같이 판정의 논란이 생기는 스포츠의 경우 판정의 오류를 줄이기 위한 수단으로서 리플레이를 정식적으로 도입하여 비디오 판독이라는 이름으로 공식 판정에 사용하고 있다.
- 프로야구

현재 프로야구의 경우 오직 타자의 홈런성 타구의 경우에만 비디오 판독을 허용하고 있으나 최근 보크와 같이 심판의 주관적인 판단을 납득시키기 위한 보조자료로 보크의 비디오 판독을 도입해야 한다는 목소리가 높다.
- 프로축구

프로축구에서는 최근 승부조작 사건의 여파로 의심가는 경기에 대하여 경기 전체의 비디오 판독을 도입하는 움직임을 보이고 있으며제프 블래터FIFA회장은 득점장면에 관한 리플레이비디오 판독을 2014년 브라질 월드컵에서부터 정식 판정으로 도입하겠다는 발표를 했다.
- 프로농구

프로농구에서 Replay는 버저와 플레이의 동시 타이밍을 측정하는 근거로 사용되고 있다. 프로농구에서 비디오판독의 도입은 02/03시즌 NBA 서부 컨퍼런스 포스트시즌에서 사마키 워커의 득점장면이 논란이 되면서 시작되었다. 이후 NBA 뿐 아니라 현재 KBL에서도 비디오 판독관에게 어필이 있을 경우 비디오 판독을 통해 판정을 하고 있다.이런 비디오 판독의 도입으로 인해 그 후 부저가 울렸을 때 손에서 공이 떠났는지를 판정하기 위해 골대 상단부에 24초 시계를 부착하고 있다. 뿐만아니라 심판의 눈을 피해 악의적인 파울을 범하는 행위 또한 경기후 리플레이를 통해 brawls 혹은 flagrant fouls을 판정해 사후 징계하고 있다.
- 그 밖의 스포츠

테니스에서 공이 라인을 넘어갔는지에 대한 판정인 호크아이 레이싱에서 플래그와 피트의 진입을 가르는 판정 등이 있다.

## 논란
인간이 만든 스포츠에서 비디오 판독을 계속하여 정식 판정으로 인정하는 것은 심판의 권위를 지속적으로 깎아내리는 행위로 받아들여저 보수적인 단체에서는 극도로 반대하는 입장이다. 게다가 비디오 판독을 위한 즉시 재생리플레이는 지속적인 경기의 흐름을 방해하게 된다. 이에 비디오 판독을 볼 수 없는 현장에 있는 관중의 경우 경기의 재미가 반감되는 부작용이 있다. 또한 비디오 판독까지 했는데 오심 논란이 생기는 점 역시 문제가 되고 있다.